# 애련송 - 환무곡
애련송 - 환무곡은 한국에서 제작된 김유영 감독의 1939년 영화이다. 김신재 등이 주연으로 출연하였고 서항석 등이 제작에 참여하였다.

## 출연

### 주연
- 김신재
- 이백영
- 이웅
- 윤방일

## 제작진
- 미술: 원우전